# Klaus Allofs
Klaus Allofs (Düsseldorf, 5 dicembre 1956) è un dirigente sportivo, allenatore di calcio ed ex calciatore tedesco.

## Biografia
Suo fratello Thomas fu anch'egli un calciatore professionista.

## Carriera

### Giocatore

#### Club
Allofs iniziò nel piccolo club dilettantistico del TuS Gerresheim. Ottenne i primi successi con il Fortuna Düsseldorf. Dal 1981 iniziò a giocare nel 1. FC Köln. Più tardi espatriò nel Olympique Marsiglia. Passò quindi al Bordeaux, prima di terminare la carriera nel Werder Brema nel 1993.
In totale, Allofs ha disputato 424 match nella Bundesliga, segnando 177 gol, a condividendo con Dieter Müller la settima posizione tra i giocatori più prolifici del campionato tedesco. Con 71 reti è anche il miglior marcatore del Fortuna nella storia del club.

#### Nazionale
Conta 56 presenze e 17 reti con la Germania Ovest, tra le cui file si aggiudicò il campionato d'Europa 1980: nella circostanza fu inoltre capocannoniere del torneo, forte della tripletta realizzata ai Paesi Bassi nel primo turno.

### Allenatore e dirigente
Nel 1999 Allofs fu per poco tempo allenatore del Fortuna Düsseldorf. Dal 13 luglio dello stesso anno entrò a fare parte del board del Werder, ricoprendo anche la carica di general manager.
Dal novembre 2012 al dicembre 2016 è stato direttore sportivo del Wolfsburg.

## Statistiche

### Presenze e reti nei club
Statistiche aggiornate al termine della carriera.
| Stagione                   | Squadra                    | Campionato                 | Campionato | Campionato | Coppe nazionali | Coppe nazionali | Coppe nazionali | Coppe internazionali | Coppe internazionali | Coppe internazionali | Altre coppe | Altre coppe | Altre coppe | Totale | Totale |
| Stagione                   | Squadra                    | Comp                       | Pres       | Reti       | Comp            | Pres            | Reti            | Comp                 | Pres                 | Reti                 | Comp        | Pres        | Reti        | Pres   | Reti   |
| -------------------------- | -------------------------- | -------------------------- | ---------- | ---------- | --------------- | --------------- | --------------- | -------------------- | -------------------- | -------------------- | ----------- | ----------- | ----------- | ------ | ------ |
| 1975-1976                  | Fortuna Düsseldorf         | BL                         | 12         | 0          | CG              | 2               | 1               | -                    | -                    | -                    | -           | -           | -           | 14     | 1      |
| 1976-1977                  | Fortuna Düsseldorf         | BL                         | 33         | 7          | CG              | 2               | 0               | -                    | -                    | -                    | -           | -           | -           | 35     | 7      |
| 1977-1978                  | Fortuna Düsseldorf         | BL                         | 30         | 7          | CG              | 8               | 4               | -                    | -                    | -                    | -           | -           | -           | 38     | 11     |
| 1978-1979                  | Fortuna Düsseldorf         | BL                         | 33         | 22         | CG              | 7               | 2               | CdC                  | 9                    | 3                    | -           | -           | -           | 49     | 27     |
| 1979-1980                  | Fortuna Düsseldorf         | BL                         | 28         | 16         | CG              | 7               | 9               | CdC                  | 2                    | 0                    | -           | -           | -           | 37     | 25     |
| 1980-1981                  | Fortuna Düsseldorf         | BL                         | 33         | 19         | CG              | 5               | 2               | Int+CdC              | 3+6                  | 4+1                  | -           | -           | -           | 47     | 26     |
| Totale Fortuna Düsseldorf  | Totale Fortuna Düsseldorf  | Totale Fortuna Düsseldorf  | 169        | 71         |                 | 31              | 18              |                      | 20                   | 8                    |             | -           | -           | 220    | 97     |
| 1981-1982                  | Colonia                    | BL                         | 30         | 9          | CG              | 1               | 0               | -                    | -                    | -                    | -           | -           | -           | 31     | 9      |
| 1982-1983                  | Colonia                    | BL                         | 24         | 12         | CG              | 5               | 1               | CU                   | 6                    | 4                    | -           | -           | -           | 35     | 17     |
| 1983-1984                  | Colonia                    | BL                         | 34         | 20         | CG              | 3               | 1               | CdC                  | 4                    | 4                    | -           | -           | -           | 41     | 25     |
| 1984-1985                  | Colonia                    | BL                         | 32         | 26         | CG              | 2               | 3               | CU                   | 8                    | 1                    | -           | -           | -           | 42     | 30     |
| 1985-1986                  | Colonia                    | BL                         | 24         | 7          | CG              | 2               | 4               | CU                   | 9                    | 9                    | -           | -           | -           | 35     | 20     |
| 1986-1987                  | Colonia                    | BL                         | 33         | 14         | CG              | 3               | 5               | -                    | -                    | -                    | -           | -           | -           | 36     | 19     |
| Totale Colonia             | Totale Colonia             | Totale Colonia             | 177        | 88         |                 | 16              | 14              |                      | 27                   | 18                   |             | -           | -           | 220    | 120    |
| 1987-1988                  | Olympique Marsiglia        | D1                         | 31         | 13         | CF              | 1               | 0               | CdC                  | 8                    | 4                    | -           | -           | -           | 40     | 17     |
| 1988-1989                  | Olympique Marsiglia        | D1                         | 22         | 7          | CF              | 10              | 10              | -                    | -                    | -                    | -           | -           | -           | 32     | 17     |
| Totale Olympique Marsiglia | Totale Olympique Marsiglia | Totale Olympique Marsiglia | 53         | 20         |                 | 11              | 10              |                      | 8                    | 4                    |             | -           | -           | 73     | 34     |
| 1989-1990                  | Bordeaux                   | D1                         | 37         | 14         | CF              | 3               | 6               | -                    | -                    | -                    | -           | -           | -           | 40     | 20     |
| lug. 1990                  | Bordeaux                   | D1                         | 1          | 0          | CF              | 0               | 0               | -                    | -                    | -                    | -           | -           | -           | 1      | 0      |
| Totale Bordeaux            | Totale Bordeaux            | Totale Bordeaux            | 38         | 14         |                 | 3               | 6               |                      | -                    | -                    |             | -           | -           | 41     | 20     |
| ago. 1990-1991             | Werder Brema               | BL                         | 30         | 10         | CG              | 7               | 3               | -                    | -                    | -                    | -           | -           | -           | 37     | 13     |
| 1991-1992                  | Werder Brema               | BL                         | 32         | 8          | CG              | 3               | 1               | CdC                  | 6                    | 2                    | SG          | 2           | 0           | 43     | 11     |
| 1992-1993                  | Werder Brema               | BL                         | 16         | 0          | CG              | 4               | 3               | CdC                  | 4                    | 0                    | SU          | 2           | 1           | 26     | 4      |
| Totale Werder Brema        | Totale Werder Brema        | Totale Werder Brema        | 78         | 18         |                 | 14              | 7               |                      | 10                   | 2                    |             | 4           | 1           | 106    | 28     |
| Totale carriera            | Totale carriera            | Totale carriera            | 515        | 211        |                 | 75              | 55              |                      | 65                   | 32                   |             | 4           | 1           | 659    | 299    |

### Cronologia presenze e reti in nazionale
| Cronologia completa delle presenze e delle reti in nazionale ― Germania Ovest | Cronologia completa delle presenze e delle reti in nazionale ― Germania Ovest | Cronologia completa delle presenze e delle reti in nazionale ― Germania Ovest | Cronologia completa delle presenze e delle reti in nazionale ― Germania Ovest | Cronologia completa delle presenze e delle reti in nazionale ― Germania Ovest | Cronologia completa delle presenze e delle reti in nazionale ― Germania Ovest | Cronologia completa delle presenze e delle reti in nazionale ― Germania Ovest | Cronologia completa delle presenze e delle reti in nazionale ― Germania Ovest |
| Data                                                                          | Città                                                                         | In casa                                                                       | Risultato                                                                     | Ospiti                                                                        | Competizione                                                                  | Reti                                                                          | Note                                                                          |
| ----------------------------------------------------------------------------- | ----------------------------------------------------------------------------- | ----------------------------------------------------------------------------- | ----------------------------------------------------------------------------- | ----------------------------------------------------------------------------- | ----------------------------------------------------------------------------- | ----------------------------------------------------------------------------- | ----------------------------------------------------------------------------- |
| 11-10-1978                                                                    | Praga                                                                         | Cecoslovacchia                                                                | 3 – 4                                                                         | Germania Ovest                                                                | Amichevole                                                                    | -                                                                             | 87’                                                                           |
| 15-11-1978                                                                    | Francoforte                                                                   | Germania Ovest                                                                | 0 – 0                                                                         | Ungheria                                                                      | Amichevole                                                                    | -                                                                             |                                                                               |
| 20-12-1978                                                                    | Düsseldorf                                                                    | Germania Ovest                                                                | 3 – 1                                                                         | Paesi Bassi                                                                   | Amichevole                                                                    | -                                                                             |                                                                               |
| 25-2-1979                                                                     | Gżira                                                                         | Malta                                                                         | 0 – 0                                                                         | Germania Ovest                                                                | Qual. Euro 1980                                                               | -                                                                             | 68’                                                                           |
| 2-5-1979                                                                      | Wrexham                                                                       | Galles                                                                        | 0 – 2                                                                         | Germania Ovest                                                                | Qual. Euro 1980                                                               | -                                                                             |                                                                               |
| 22-5-1979                                                                     | Dublino                                                                       | Irlanda                                                                       | 1 – 3                                                                         | Germania Ovest                                                                | Qual. Euro 1980                                                               | -                                                                             |                                                                               |
| 12-9-1979                                                                     | Berlino Ovest                                                                 | Germania Ovest                                                                | 2 – 1                                                                         | Argentina                                                                     | Amichevole                                                                    | 1                                                                             |                                                                               |
| 17-10-1979                                                                    | Colonia                                                                       | Germania Ovest                                                                | 5 – 1                                                                         | Galles                                                                        | Qual. Euro 1980                                                               | -                                                                             |                                                                               |
| 27-2-1980                                                                     | Brema                                                                         | Germania Ovest                                                                | 8 – 0                                                                         | Malta                                                                         | Qual. Euro 1980                                                               | 2                                                                             | 60’                                                                           |
| 2-4-1980                                                                      | Monaco                                                                        | Germania Ovest                                                                | 1 – 0                                                                         | Austria                                                                       | Amichevole                                                                    | -                                                                             | 71’                                                                           |
| 13-5-1980                                                                     | Francoforte                                                                   | Germania Ovest                                                                | 3 – 1                                                                         | Polonia                                                                       | Amichevole                                                                    | 1                                                                             |                                                                               |
| 11-6-1980                                                                     | Roma                                                                          | Cecoslovacchia                                                                | 0 – 1                                                                         | Germania Ovest                                                                | Euro 1980 - 1º turno                                                          | -                                                                             |                                                                               |
| 14-6-1980                                                                     | Napoli                                                                        | Germania Ovest                                                                | 3 – 2                                                                         | Paesi Bassi                                                                   | Euro 1980 - 1º turno                                                          | 3                                                                             |                                                                               |
| 22-6-1980                                                                     | Napoli                                                                        | Belgio                                                                        | 1 – 2                                                                         | Germania Ovest                                                                | Euro 1980 - Finale                                                            | -                                                                             |                                                                               |
| 10-9-1980                                                                     | Basilea                                                                       | Svizzera                                                                      | 2 – 3                                                                         | Germania Ovest                                                                | Amichevole                                                                    | -                                                                             |                                                                               |
| 11-10-1980                                                                    | Eindhoven                                                                     | Paesi Bassi                                                                   | 1 – 1                                                                         | Germania Ovest                                                                | Amichevole                                                                    | -                                                                             |                                                                               |
| 19-11-1980                                                                    | Hannover                                                                      | Germania Ovest                                                                | 4 – 1                                                                         | Francia                                                                       | Amichevole                                                                    | 1                                                                             |                                                                               |
| 3-12-1980                                                                     | Sofia                                                                         | Bulgaria                                                                      | 1 – 3                                                                         | Germania Ovest                                                                | Qual. Mondiali 1982                                                           | -                                                                             | 72’                                                                           |
| 1-1-1981                                                                      | Montevideo                                                                    | Argentina                                                                     | 2 – 1                                                                         | Germania Ovest                                                                | Mundialito                                                                    | -                                                                             |                                                                               |
| 7-1-1981                                                                      | Montevideo                                                                    | Brasile                                                                       | 4 – 1                                                                         | Germania Ovest                                                                | Mundialito                                                                    | 1                                                                             | 78’                                                                           |
| 1-4-1981                                                                      | Tirana                                                                        | Albania                                                                       | 0 – 2                                                                         | Germania Ovest                                                                | Qual. Mondiali 1982                                                           | -                                                                             |                                                                               |
| 22-11-1981                                                                    | Düsseldorf                                                                    | Germania Ovest                                                                | 4 – 0                                                                         | Bulgaria                                                                      | Qual. Mondiali 1982                                                           | -                                                                             | 56’                                                                           |
| 13-10-1982                                                                    | Londra                                                                        | Inghilterra                                                                   | 1 – 2                                                                         | Germania Ovest                                                                | Amichevole                                                                    | -                                                                             | 89’                                                                           |
| 17-11-1982                                                                    | Belfast                                                                       | Irlanda del Nord                                                              | 1 – 0                                                                         | Germania Ovest                                                                | Qual. Euro 1984                                                               | -                                                                             |                                                                               |
| 23-2-1983                                                                     | Lisbona                                                                       | Portogallo                                                                    | 1 – 0                                                                         | Germania Ovest                                                                | Amichevole                                                                    | -                                                                             | 81’                                                                           |
| 15-2-1984                                                                     | Varna                                                                         | Bulgaria                                                                      | 2 – 3                                                                         | Germania Ovest                                                                | Amichevole                                                                    | -                                                                             | 74’                                                                           |
| 29-2-1984                                                                     | Bruxelles                                                                     | Belgio                                                                        | 0 – 1                                                                         | Germania Ovest                                                                | Amichevole                                                                    | -                                                                             | 46’                                                                           |
| 28-3-1984                                                                     | Hannover                                                                      | Germania Ovest                                                                | 2 – 1                                                                         | Unione Sovietica                                                              | Amichevole                                                                    | -                                                                             | 76’                                                                           |
| 22-5-1984                                                                     | Zurigo                                                                        | Germania Ovest                                                                | 1 – 0                                                                         | Italia                                                                        | Amichevole                                                                    | -                                                                             |                                                                               |
| 14-6-1984                                                                     | Strasburgo                                                                    | Germania Ovest                                                                | 0 – 0                                                                         | Portogallo                                                                    | Euro 1984 - 1º turno                                                          | -                                                                             |                                                                               |
| 17-6-1984                                                                     | Lens                                                                          | Germania Ovest                                                                | 2 – 1                                                                         | Romania                                                                       | Euro 1984 - 1º turno                                                          | -                                                                             |                                                                               |
| 20-6-1984                                                                     | Parigi                                                                        | Germania Ovest                                                                | 0 – 1                                                                         | Spagna                                                                        | Euro 1984 - 1º turno                                                          | -                                                                             |                                                                               |
| 17-10-1984                                                                    | Colonia                                                                       | Germania Ovest                                                                | 2 – 0                                                                         | Svezia                                                                        | Qual. Mondiali 1986                                                           | -                                                                             | 59’                                                                           |
| 16-12-1984                                                                    | Attard                                                                        | Malta                                                                         | 2 – 3                                                                         | Germania Ovest                                                                | Qual. Mondiali 1986                                                           | 2                                                                             |                                                                               |
| 30-4-1985                                                                     | Praga                                                                         | Cecoslovacchia                                                                | 1 – 5                                                                         | Germania Ovest                                                                | Qual. Mondiali 1986                                                           | 1                                                                             | 70’                                                                           |
| 28-8-1985                                                                     | Mosca                                                                         | Unione Sovietica                                                              | 1 – 0                                                                         | Germania Ovest                                                                | Amichevole                                                                    | -                                                                             | 26’                                                                           |
| 5-2-1986                                                                      | Avellino                                                                      | Italia                                                                        | 1 – 2                                                                         | Germania Ovest                                                                | Amichevole                                                                    | -                                                                             | 46’                                                                           |
| 12-3-1986                                                                     | Francoforte                                                                   | Germania Ovest                                                                | 2 – 0                                                                         | Brasile                                                                       | Amichevole                                                                    | 1                                                                             | 46’                                                                           |
| 12-5-1986                                                                     | Bochum                                                                        | Germania Ovest                                                                | 1 – 1                                                                         | Jugoslavia                                                                    | Amichevole                                                                    | -                                                                             | 62’                                                                           |
| 14-5-1986                                                                     | Dortmund                                                                      | Germania Ovest                                                                | 1 – 1                                                                         | Paesi Bassi                                                                   | Amichevole                                                                    | -                                                                             |                                                                               |
| 4-6-1986                                                                      | Santiago de Querétaro                                                         | Uruguay                                                                       | 1 – 1                                                                         | Germania Ovest                                                                | Mondiali 1986 - 1º turno                                                      | 1                                                                             |                                                                               |
| 8-6-1986                                                                      | Santiago de Querétaro                                                         | Germania Ovest                                                                | 2 – 1                                                                         | Scozia                                                                        | Mondiali 1986 - 1º turno                                                      | 1                                                                             |                                                                               |
| 13-6-1986                                                                     | Santiago de Querétaro                                                         | Danimarca                                                                     | 2 – 0                                                                         | Germania Ovest                                                                | Mondiali 1986 - 1º turno                                                      | -                                                                             |                                                                               |
| 17-6-1986                                                                     | San Nicolás de los Garza                                                      | Marocco                                                                       | 0 – 1                                                                         | Germania Ovest                                                                | Mondiali 1986 - Ottavi di finale                                              | -                                                                             |                                                                               |
| 4-6-1986                                                                      | Santiago de Querétaro                                                         | Messico                                                                       | 0 – 0 dts (1-4 dtr)                                                           | Germania Ovest                                                                | Mondiali 1986 - Quarti di finale                                              | -                                                                             |                                                                               |
| 25-6-1986                                                                     | Guadalajara                                                                   | Francia                                                                       | 0 – 2                                                                         | Germania Ovest                                                                | Mondiali 1986 - Semifinale                                                    | -                                                                             |                                                                               |
| 29-6-1986                                                                     | Città del Messico                                                             | Argentina                                                                     | 3 – 2                                                                         | Germania Ovest                                                                | Mondiali 1986 - Finale                                                        | -                                                                             | 46’                                                                           |
| 24-9-1986                                                                     | Copenaghen                                                                    | Danimarca                                                                     | 0 – 2                                                                         | Germania Ovest                                                                | Amichevole                                                                    | 1                                                                             | 83’                                                                           |
| 29-10-1986                                                                    | Vienna                                                                        | Austria                                                                       | 4 – 1                                                                         | Germania Ovest                                                                | Amichevole                                                                    | -                                                                             | Cap.                                                                          |
| 18-4-1987                                                                     | Colonia                                                                       | Germania Ovest                                                                | 0 – 0                                                                         | Italia                                                                        | Amichevole                                                                    | -                                                                             | Cap.                                                                          |
| 12-8-1987                                                                     | Berlino Ovest                                                                 | Germania Ovest                                                                | 2 – 1                                                                         | Francia                                                                       | Amichevole                                                                    | -                                                                             | Cap.                                                                          |
| 9-9-1987                                                                      | Düsseldorf                                                                    | Germania Ovest                                                                | 3 – 1                                                                         | Inghilterra                                                                   | Amichevole                                                                    | -                                                                             | Cap.                                                                          |
| 22-9-1987                                                                     | Amburgo                                                                       | Germania Ovest                                                                | 1 – 0                                                                         | Danimarca                                                                     | Amichevole                                                                    | -                                                                             | Cap. 46’                                                                      |
| 14-10-1987                                                                    | Gelsenkirchen                                                                 | Germania Ovest                                                                | 1 – 1                                                                         | Svezia                                                                        | Amichevole                                                                    | -                                                                             | Cap.                                                                          |
| 18-11-1987                                                                    | Budapest                                                                      | Ungheria                                                                      | 0 – 0                                                                         | Germania Ovest                                                                | Amichevole                                                                    | -                                                                             | Cap.                                                                          |
| 31-3-1988                                                                     | Berlino Ovest                                                                 | Germania Ovest                                                                | 1 – 1 dts (4-2 dtr)                                                           | Svezia                                                                        | Amichevole                                                                    | 1                                                                             | Cap. 46’                                                                      |
| Totale                                                                        |                                                                               | Presenze                                                                      | 56                                                                            |                                                                               | Reti                                                                          | 17                                                                            |                                                                               |

## Palmarès

### Giocatore

#### Club

##### Competizioni nazionali
- Coppa di Germania: 4

Fortuna Düsseldorf: 1978-1979, 1979-1980
Colonia: 1982-1983
Werder Brema: 1990-1991
- Campionato francese: 1

Olympique Marsiglia: 1988-1989
- Coppa di Francia: 1

Olympique Marsiglia: 1988-1989
- Campionato tedesco: 1

Werder Brema: 1992-1993

##### Competizioni internazionali
- Coppa delle Coppe: 1

Werder Brema: 1991-1992

#### Nazionale
- Campionato d'Europa: 1

Italia 1980

#### Individuale
- Capocannoniere della Bundesliga: 2

1978-1979 (22 gol), 1984-1985 (26 gol)
- Capocannoniere del Campionato europeo di calcio: 1

1980 (3 gol)
- Capocannoniere della Coppa UEFA: 1

1985-1986 (9 gol)